# Yene alem
Albums de Mathieu Sourisseau et Eténèsh Wassié
Belo belo
(2010)
Yene alem (en amharique የኔ አለም signifiant « Mon monde ») est un album du bassiste Mathieu Sourisseau et de la chanteuse Eténèsh Wassié accompagnés de la violoncelliste Julie Läderach, paru le 23 mars 2018 sur le label Buda Musique.

## Historique
Troisième disque associant Mathieu Sourisseau et Eténèsh Wassié, Yene alem est enregistré au studio La Lune Rouge à Verfeil-sur-Sèye dans le Tarn-et-Garonne au dernier trimestre 2017 sous la direction de Simon Baconnier. Ils sont accompagnés de la violoncelliste Julie Läderach.

## Titres de l'album
1. Ambassel – 4:44
2. Bati –  4:12
3. Temanesh – 4:59
4. Dera – 3:12
5. Sew netu – 5:50
6. Minjar – 7:04
7. Yene alem – 3:57
8. Tezeta – 3:54
9. Akal yene Abeba – 4:50

## Accueil de la critique
Télérama accorde à l'album la note de ƒƒƒ considérant que l'association des musiciens et de la chanteuse aux styles si différents – associant des modes non tempérés du côté du chant à des gammes occidentales du côté des cordes –, « explosant plus encore les formats connus »,  crée des « échanges fulgurants [d']une beauté étrangement punk, assez ensorcelante » . Le Télégramme de Brest porte un jugement très similaire sur le fond et la forme. Le site spécialisé Citizenjazz souligne aussi les « multiples atmosphères » du disque où se côtoient « gravité sentimentale [...], hypno[se] de l'éthio-blues [...], angoiss[e] [...] et transes syncopées » pour lui accorder sa distinction de « disque Élu ».

## Musiciens ayant participé à l'album
- Eténèsh Wassié : chant
- Mathieu Sourisseau : basse acoustique
- Julie Läderach : violoncelle
- Sébastien Bacquias : contrebasse